# Ojakəran
Ojakəran è un comune dell'Azerbaigian situato nel distretto di Astara. Conta una popolazione di 1 750 abitanti.